# Louis-Ronan Choisy
Louis-Ronan Choisy (Parigi, 12 maggio 1977) è un cantante francese e occasionalmente attore.
Nei suoi primi lavori discografici era accreditato semplicemente come Louis.

## Biografia
A 14 anni fondò la sua prima band, The Dreams. Fortemente influenzato dal rock psichedelico degli anni settanta, il gruppo si sposta verso il genere pop e ribattezzato Evil Cap, in cui Louis suona il basso. Con il gruppo esegue i primi concerti in  vari e piccoli club seguire parigini. Negli anni seguenti fonda u nuovo gruppo, gli IKA, caratterizzato dalle sonorità punk-rock glam, con cui si esibisce in oltre trecento concerti in tutta la Francia. Loiu è stato il bassista e cantante del gruppo. Discograficamente parlando, gli IKA hanno pubblicato un solo LP, composto da sette brani e pubblicato limitatamente nel 1997.
All'età di 22 anni, dopo che gli IKA si erano divisi, Louis scopre Leonard Cohen e Louis-Ferdinand Céline, e decide di cambiare il suo modo di cantare e scrivere, la sua voce divenne grave. Il suo primo album, D'apparence en apparence (Columbia, SonyBMG), viene pubblicato nel 2003. Nel 2006 pubblica il suo secondo album dal titolo La nuit m'attend, dalle sonorità pop e british.
Deciso a seguire i suoni elettronici, già sperimentati per i suoi concerti, chiede Yann Cortella, artista e produttore francese, di lavorare al suo prossimo album Les enfants du siècle (Neogene Music-EMI), pubblicato nel febbraio del 2008. Questo lavoro è caratterizzato da un suono electro-rock più duro, e molto più dark, rispetto ai precedenti lavori.
Nel 2010 il regista François Ozon gli offre l'opportunità di debuttare come attore nel film Il rifugio, dove recita al fianco Isabelle Carré. Per il film ha inciso la canzone principale e ha composto l'intera  colonna sonora. Lo stesso anno, pubblica il suo quarto album, Rivière de plumes, un album di pop-folk più luminoso e leggero.

## Discografia
- 2003 – D'apparence en apparence
- 2006 – La nuit m'attend
- 2008 – Les enfants du siècle
- 2010 – B.O.F. Le refuge
- 2010 – Rivière de plumes
- 2014 – Crocodile

## Filmografia
- Il rifugio (Le refuge), regia di François Ozon (2009)